# Марк Атий Бальб
Марк А́ттий Бальб (лат. Marcus Attius Balbus; родился, по одной из версий, между 110 и 100 годом до н. э., Ариция, Римская республика — умер вскоре после 59 года до н. э.) — римский политик из плебейского рода Аттиев, занимавший не позже 60 года до н. э. претуру, а после, по одной из версий, управлявший Сардинией. Как зять Гая Юлия Цезаря Бальб, вместе со своим двоюродным братом, в 59 году до н. э. вошёл в сенатскую аграрную комиссию по распределению кампанских угодий для ветеранов Помпея. Приходился дедом по матери императору Августу.

## Происхождение и семья
Марк принадлежал к неименитому плебейскому роду, происходившему из Ариции, которая располагалась в 25 км южнее Рима. 17 ноября 89 года до н. э. датирован декрет действующего консула Гнея Помпея Страбона, руководившего боевыми действиями на севере Италии в ходе Союзнической войны (91—88 годы до н. э.) — конфликта между Римом и италиками, охватившего весь Апеннинский полуостров, о наделении римским гражданством 30 всадников из испанской турмы. В этом документе, помимо прочих, упомянут член совета при консуле Публий Аттий, сын Публия (P. Attius P. f.), из Уфентинской трибы. Антиковеды полагают, что речь здесь идёт об отце Бальба. Кроме того, те самые учёные предположили, что участник совета при Помпее Страбоне в том же году (89 до н. э.) находился в ранге военного трибуна.  
Когномен Марка Аттия — «Бальб» (Balbus) — в переводе с латыни значит «заика, картавый, косноязычный».
Помпея происходила из богатой плебейской фамилии Помпеев, выходцев из Пицена, принадлежащих к всадническому сословию. Гней Помпей Страбон, брат Помпеи и отец Помпея Великого, был первым из Помпеев, кто перешёл в сенаторское сословие и достиг консульства в 89 году до н. э.
Ориентировочно, в 82 году до н. э. Марк Аттий женился на Юлии Цезарис Младшей, сестре Гая Юлия Цезаря. Этот брак был очень выгоден для выходца из скромного рода Аттиев, поскольку он породнился с одной из самых знатных римских фамилий.
У пары было трое дочерей, одна из которых, Атия Бальба, вышла замуж за Гая Октавия и стала матерью Октавиана.

## Биография

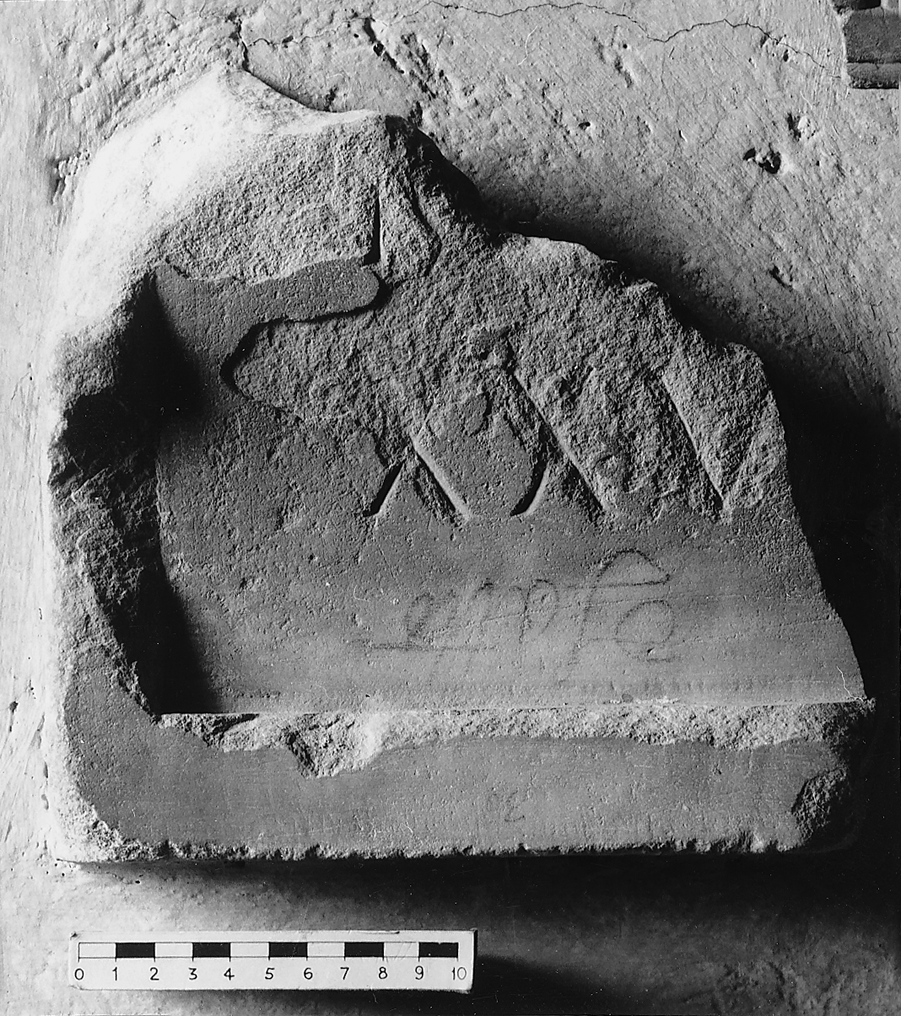
Осколок CIL VI 40936

В западноевропейской историографии рождение Марка Аттия предположительно датируют периодом между 110 и 100 годом до н. э. Тем не менее, о его ранних годах жизни почти ничего не известно. Первые надёжные письменные сведения о государственной деятельности Марка относятся к периоду функционирования комиссии, сформированной в 59 году до н. э. на основании земельных законов Гая Юлия Цезаря и состоявшей исключительно из сенаторов. Известно, что в её состав входили претории (то есть, бывшие преторы), ввиду чего автор классического справочника по римским магистратам Р. Броутон смело датирует претуру Бальба 60 годом до н. э. В отличие от него, американец Терри Бреннан просто указывает на период до 59 года. Кроме того, существует гипотеза, что по окончании своих преторских полномочий Бальб в ранге пропретора либо проконсула управлял Сардинией.
Скончался Марк Аттий, вероятно, вскоре после 59 года до н. э.

## Оценки личности
Марк Аттий упоминается Марком Туллием Цицероном в одном из писем к Помпонию Аттику, в котором адресант приводит высказывание Гнея Помпея в адрес Бальба: «…человек, который вообще ничего не значит».

## Память
Марк Шпаннагель, анализируя найденный на форуме Августа осколок (CIL VI 40936), предположил, что он был частью фундамента статуи Марка Аттия Бальба, установленной по приказу его внука-императора. Согласно альтернативному прочтению, это была статуя легендарного царя Каписа Сильвия.